# توماس أوبراين باتلر
توماس أوبراين باتلر (بالإنجليزية: Thomas O'Brien Butler)‏ هو ملحن أيرلندي، ولد في 3 نوفمبر 1861، وتوفي في 7 مايو 1915.